# 施特雷拉
施特雷拉（德語：Strehla，發音：[ˈʃtʁeːla] ⓘ，發音：[ˈstʁʲɛla]）是德国萨克森州迈森县的城市，面积30.28平方千米，2023年12月31日人口为3,726人。